# Anisostylus fulgida
Anisostylus fulgida är en insektsart som beskrevs av Ball. Anisostylus fulgida ingår i släktet Anisostylus och familjen hornstritar. Inga underarter finns listade i Catalogue of Life.